# Diego Rivas (énekes)
Diego Rivas (1980 – 2011. november 13.) egy mexikói énekes volt. Culiacan-ben egy állami iskolába járt, ott kezdett el versenyeken énekelni. Később csatlakozott az Arriba Mi Sinaloa együtteshez, ám 2006-ban kilépett. Több dalát a Los Guararas együttessel közösen vette fel.

## Zenei irányzat
Narcocorrido stílusú zenét énekelt, melyben a drogterjesztőket dicsőítette, de énekelt fegyveres rablásokról, és gyilkosságokról is. Ez a zenei stílus nem áll messze, a Mexikóban élő bűnözőktől, akik a dalok szövegeiből merítenek ihleteket bűntetteikhez. Az zenei irányzat 1910-ben kezdett virágozni, ám csak húsz évvel később vált ismertté. Diego előszeretettel fotózta magát fegyverekkel, amely nem ritka ennek a zenei irányzatnak kedvelőitől.

## Halála
2011. november 13-án éjjel autós lövöldözésbe keveredett szülővárosában, melyben ő és még két társa életét vesztette. A gyilkos fegyver egy AK–47-es volt. Mint utólag kiderült drogdílerek ölték meg, és már előre eltervezett volt a bűntény. Mexikóban az elmúlt pár évben számos zenész, és énekes (akik mind ezt zenei irányzatot népszerűsítették) vált a drogdílerek áldozatává. A rendőrség már öt éve nyomoz az ügyben, amióta az első áldozat Valentin Elizalde 27 éves korában meghalt.

## Diszkográfia
- 2006 - Mori
- 2007 - Brindo Con Sangre
- 2007 - El Comander (Los Fans Del Vale)
- 2007 - El Comander (16 dalos lemez)
- 2008 - Soy Yo
- 2008 - En Vivo Desde Guadalajara (duett lemez)
- 2008 - Corridos De Arranque
- 2009 - Fiesta Especial
- 2009 - Corridos Censurados
- 2010 - Estudio

Diego dolgozott 2011-es lemezén is, melyről eddig három dalt adtak ki. Az El Rock Del Triste-t, A La Maxima Plaza-t, és a Sin Ti Soy Feliz-t.